# Kakinomoto no Hitomaro
Kakinomoto no Hitomaro (japonsky: 柿本 人麻呂 or 柿本 人麿; asi 653 – asi 708) byl japonský básník žánru tanka žijící v období Asuka. Někdy je označován za prvního velkého autora v dějinách japonské literatury. Byl dvorním básníkem císařovny Džitó (vládla 690-697), možná měl stejnou funkci i u dvora císařů Temmua (vládl 673-686) a Mommua (697-707). Je řazen mezi tzv. 36 nesmrtelných básníků (Sandžúrokkasen). Patří k nejvýznamnějším waka básníkům zařazeným do antologie Manjóšú, která je zároveň jediným starobylým biografickým zdrojem o Hitamorovi. Kompilátor antologie mu připsal 85 básní. Existuje také několik stovek dalších básní, které jsou mu připisovány. Někdy je ztotožňován se šlechticem Kakinomoto no Saruem, jindy je tento uváděn jako jeho otec nebo jiný příbuzný. Hitamoro vytvořil mnoho děl chválících císařskou rodinu a skládal také uznávané cestopisné básně. Jedna jeho báseň popisuje zánik hlavního města Ómi, ve dvou oplakává smrt svých dvou manželek. Své formální inovace možná načerpal z čínské literatury. Později byl uctíván jako božská bytost.